# Oostelijke monnik
De oostelijke monnik (Cucullia fraudatrix) is een nachtvlinder uit de familie van de uilen (Noctuidae).
De spanwijdte bedraagt tussen de 34 en 42 millimeter. De vleugels hebben een lichtgrijze grondkleur, met bruingrijze dwarsbanen. Op de voorvleugel lopen in de lengterichting midden over de vleugel en langs de binnenrand lange zwarte lijnen, en bij de vleugelbasis en langs de buitenrand enkele kortere zwarte lijnen.
De soort komt voor van het oosten van Centraal-Europa tot aan Korea, Japan en China. Uit Nederland is één waarneming bekend van 1975 te Ruurlo.
De oostelijke monnik gebruikt bijvoet (Artemisia vulgaris) als waardplant.